# سيغون
سيغون هي مدينة قديمة كانت تقع في مملكة أرواد على الساحل الشمالي لسوريا. وتُعدّ قلعة صلاح الدين الأيزبي هي أشهر المعالم الحالية الموجودة في موقع المدينة.

## لمحة تاريخية
ورد ذكر مدينة سيغون في كتابات المورخ اليوناني أريانوس التي تعود للقرن الرابع قبل الميلاد، وبالتحديد في الجزء الذي تحدث فيه عن دخول الإسكندر الأكبر إلى سوريا بعد معركة أسوس التي وقعت في عام 133 قبل الميلاد.
وفي عام 975 ميلاد استولى الإمبراطور البيزنطي جان الأول على مدينة سيغون بعدما انتزعها من الحمدانيين خلال إحدى حملاته على المنطقة. وفي القرن الثاني عشر الميلادي تمكّن الفرنجة من احتلال المنطقة والاستيلاء على على قلعتها وأقاموا تحصيناتهم فيها وخاصة في الجزء المرتفع من المدينة، وظلت المدينة خاضعة لهم على مدى ثمانين عاما حتى تمكّن صلاح الدين الأيوبي من انتزاعها منهم وطردهم منها في عام 1188م، وسلم قلعتها إلى الأمير ناصر الدين منكروس الذي حكم المنطقة لمدة أربعين عاما وخلفه في حكمها ابنه ظافر الدين عثمان. تعرضت المدينة وقلعتها للقصف العنيف خلال الحكم العثماني لسوريا في خضم الصراع الذي اشتعل بين إبراهيم باشا ابن محمد علي باشا حاكم مصر وبين العثمانيين في عام 1840، ممّا أدى إلى إلحاق أضرار بالغة بالقلعة والتي أهملت بعد ذلك لفترة طويلة حتى أصبحت مقرًا لبعض الثوار أثناء فترة الانتداب الفرنسي على سوريا.

## معالم أثرية

### قلعة صلاح الدين الأيوبي
عُرفت قلعة صلاح الدين الأيوبي القائمة حاليًا في مدينة اللاذقية قديمًا باسم قلعة صهيون أو قلعة سيون، وهو الاسم الذي يُرجّح أنّه تحوّر من اسم مدينة سيغون التي يُقال بأنّها كانت قائمة في تلك المنطقة بناءًا على دراسة الأسماء الطبوغرافيّة التي أجريت في عام 1896.